# Heinkel HE 6
Die Heinkel HE 6 ist ein von den Heinkel Flugzeugwerken Warnemünde in den 1920er Jahren entwickeltes deutsches Schwimmerflugzeug, mit der die erste Nonstop-Atlantiküberquerung in Ost-West-Richtung durchgeführt werden sollte. Medienwirksam angekündigt, scheiterte die Unternehmung mit einem missglückten Start am 13. November 1927 von Horta auf der Azoren-Insel Faial mit Totalschaden bereits im Ansatz.

## Entwicklung
Nachdem es Charles Lindbergh im Mai 1927 erstmals gelungen war, mit einem Flugzeug im Alleinflug den Atlantik ohne Zwischenlandung von Nordamerika nach Europa zu überqueren, wurden vermehrt Anstrengungen unternommen, diese Strecke auch in umgekehrter Richtung zu bewältigen, die aufgrund der über dem Meer herrschenden Windverhältnisse als die schwierigere galt. Auch Ernst Heinkel, der sich einige öffentliche Aufmerksamkeit davon versprach, erteilte seinem Chefkonstrukteur Karl Schwärzler den Auftrag, ein geeignetes Flugzeug zu entwickeln. Als Geldgeber konnte die HAPAG-Reederei gewonnen werden, deren Abteilung „Luftfahrt“ großes Interesse an der Aufnahme eines überseeischen Luftverkehrs hatte und für die Organisation und Durchführung 180.000 ℛℳ bereitstellte. Ein zweiter, allerdings im Hintergrund agierender Auftraggeber war hingegen die Reichsmarine, die auf diese verborgene Art und Weise in ihrem Auftrag von Telefunken und Lorenz entwickelte Funkgeräte erproben wollte, da der Versailler Vertrag dem Deutschen Reich die Produktion jeglichen militärischen Geräts untersagte. Auch sollte eine Eignung des Flugzeugs zum Seefernaufklärer getestet werden.
Schwärzler begann mit den Projektierungsarbeiten im Juni 1927 und am 4. Juli wurden die ersten Bauzeichnungen der Produktionsabteilung übergeben. Nur einige Wochen später erfolgte der Bauabschluss und am 2. August startete die HE 6 mit der Werknummer 286 trotz des Fehlens einiger Verkleidungsbleche und ohne Lackierung zum Erstflug. Als Antrieb diente ein BMW VIa mit 700 PS (515 kW) und Zweiblattluftschraube. Da der erst im Vorjahr entwickelte Flugmotor für einen Atlantikflug aber noch nicht ausreichend getestet worden war, wurde er im September 1927 durch ein leistungsstärkeres Packard-Triebwerk mit einer vierblättrigen Luftschraube ersetzt, das Heinkel von der Severa GmbH, einem getarnten Unternehmen der Reichsmarine, zur Verfügung gestellt wurde. Zur besseren Unterscheidung wurden die beiden Varianten als HE 6a bzw. HE 6b bezeichnet. In der letzteren Ausführung erhielt das Muster die Registrierung D–1220.
Durch den Wechsel des Antriebs zogen sich die Vorbereitungen auf den Atlantikflug bis in den Oktober hinein hin. Bei den ersten Probeflügen wurde zudem festgestellt, dass die HE 6 beim Start nur schwer die Sogwirkung des Wassers überwinden konnte, weshalb die Schwimmer mehrmals geändert und die vorderen Schwimmerstreben zur Verbesserung des Anstellwinkels verlängert wurden. Zum Ende der Tests und als unmittelbare Flugvorbereitung führte die Besatzung, bestehend aus Flugkapitän Horst Merz, Funker Wilhelm Bock und dem Bordmonteur Rohde mit der HE 6 am 10. Oktober 1927 einen Flug von 10:43 h Dauer mit 1000 kg Nutzlast durch, was deutschen Rekord bedeutete. Zwei Tage später startete die gleiche Besatzung zum ersten Abschnitt ihres Atlantikflugs, aufgrund von Problemen mit dem Generator der Funkanlage mit Verzögerung. Die nächsten Etappen waren durch die weiterhin nicht fehlerfrei arbeitende Funkausrüstung und hinzukommende Schwierigkeiten mit der Kühlung beeinträchtigt. Hinzu kamen Verzögerungen durch schlechtes Wetter. Erst am 18. Oktober wurde Lissabon erreicht, die letzte Zwischenstation auf dem europäischen Festland. Als Nächstes sollte Horta auf den Azoren angeflogen werden. Das anhaltend schlechte Wetter führten zunächst am 21. Oktober zu einem abgebrochenen Startlauf. Der Flug wurde nachfolgend am 4. November in 9:35 h absolviert. Am 13. November schließlich erfolgte der Start zum eigentlichen Ozeanflug. Dabei wurden der in der Dünung Fahrt aufnehmenden HE 6 durch Wellenschlag entweder die Propellerenden oder die linke Schwimmerspitze abgerissen, was zum sofortigen Unterschneiden der Wasseroberfläche führte. Das Flugzeug überschlug sich, wobei die linke Tragfläche samt Schwimmer abgerissen wurden. Die Besatzung konnte sich aus dem Wrack befreien, das später geborgen wurde. Ein weiterer Versuch, den Atlantik zu überqueren, wurde danach von Heinkel nicht mehr versucht. Dieser gelang schließlich 1928 seinem Konkurrenten Junkers mit der W 33 „Bremen“.

## Aufbau
Die HE 6 ist ein freitragender Tiefdecker in Gemischtbauweise. Der Rumpf besteht aus einem stoffbespannten Stahlrohrgerüst mit viereckigem Querschnitt, gewölbtem Rücken und zum Heck hin in einer Schneide auslaufend. Dem Motor mit Brandschott folgt ein großer Rumpftank und dahinter die geschlossene Kabine aus Duralumin mit Fenstern aus Cellon für die dreiköpfige Besatzung, an deren hinterer Wand sich das Funkgerät befindet und darüber auf dem Rumpf der ringförmige Peilrahmen. Das Tragflächengerüst bilden zwei hölzerne Kastenholme mit Sprucegurten und Spanten aus Sperrholz. Die Verkleidung ist zum größten Teil durch Stoffbespannung realisiert. Lediglich die Rumpfunterseite zwischen den Holmen, wo die beiden Flächentanks untergebracht sind, sowie die Vorderkanten sind aus Sperrholz gefertigt. Insgesamt ist das Flugzeug mit drei Kraftstoffbehältern in Rumpf und Tragflächen mit 4320 Litern Gesamtfassungsvermögen ausgerüstet. Die Querruder bestehen aus stoffbespanntem Stahlrohr.
Die HE 6 besitzt ein tiefangesetztes Seitenleitwerk mit einer Kielflosse an der Rumpfunterseite und Hornausgleich im oberen Bereich. Die Höhenflosse ist mit I-Streben zum Rumpf hin abgestützt. Wie die Querruder besteht auch das Leitwerk aus einem Stahlrohrgerüst mit Stoffbespannung. Das Schwimmwerk wird von zwei parallel gesetzten Holzschwimmern gebildet, deren vordere Unterseite flach ist und gekielt ausläuft, anfangs mit einer Stufe, später zum besseren Lösen vom Wasser während des Starts mit Zweien versehen. Die Schwimmer sind in sieben Abteilungen mit Böden aus Duraluminium unterteilt und für 95 % Reserveauftrieb ausgelegt. Die Verbindung zum Rumpf erfolgt durch N-Stiele und untereinander durch I-Streben.

## Technische Daten
| Kenngröße                                | Daten (HE 6b)                                            |
| ---------------------------------------- | -------------------------------------------------------- |
| Besatzung                                | 3 (Flugzeugführer, Bordmonteur, Funker)                  |
| Länge                                    | 13,18 m                                                  |
| Spannweite                               | 18,20 m                                                  |
| Höhe                                     | 4,47 m                                                   |
| Flügelfläche                             | 75,4 m²                                                  |
| V-Stellung                               | 2°                                                       |
| Leermasse                                | 2800 kg                                                  |
| Zuladung                                 | 3200 kg                                                  |
| Startmasse                               | 6000 kg                                                  |
| Antrieb                                  | ein flüssigkeitsgekühlter Zwölfzylinder-Viertakt-V-Motor |
| Typ                                      | Packard 3A-2500                                          |
| Startleistung Nennleistung Dauerleistung | 840 PS (618 kW) 700 PS (515 kW) 560 PS (412 kW) am Boden |
| Kraftstoffvolumen                        | 4320 l                                                   |
| Höchstgeschwindigkeit                    | 205 km/h in Bodennähe                                    |
| Reisegeschwindigkeit                     | 170 km/h                                                 |
| Landegeschwindigkeit                     | 125 km/h                                                 |
| Steiggeschwindigkeit                     | 1,2 m/s                                                  |
| Steigzeit                                | 14,0 min auf 1000 m                                      |
| Gipfelhöhe                               | 2300 m bei maximaler Zuladung                            |
| Aktionsradius                            | 4000 km                                                  |
| Flugdauer                                | 23 h                                                     |